# Kabisjtjanka
Kabisjtjanka (ryska: Кабищанка) är ett vattendrag i Belarus.   Det ligger i voblasten Vitsebsks voblast, i den nordöstra delen av landet, 240 km nordost om huvudstaden Minsk.
I omgivningarna runt Kabisjtjanka växer i huvudsak blandskog. Runt Kabisjtjanka är det ganska tätbefolkat, med 139 invånare per kvadratkilometer.